# Ghiacciaio della Sforzellina
Il ghiacciaio della Sforzellina (detto anche vedretta della Sforzellina) è un piccolo ghiacciaio montano situato in alta Valtellina (val di Gavia) poco a nord del passo del Gavia, che collega la Valtellina con la val Camonica. Il ghiacciaio è localizzato nel Gruppo Ortles-Cevedale, all'interno del settore lombardo del Parco Nazionale dello Stelvio.

## Caratteristiche

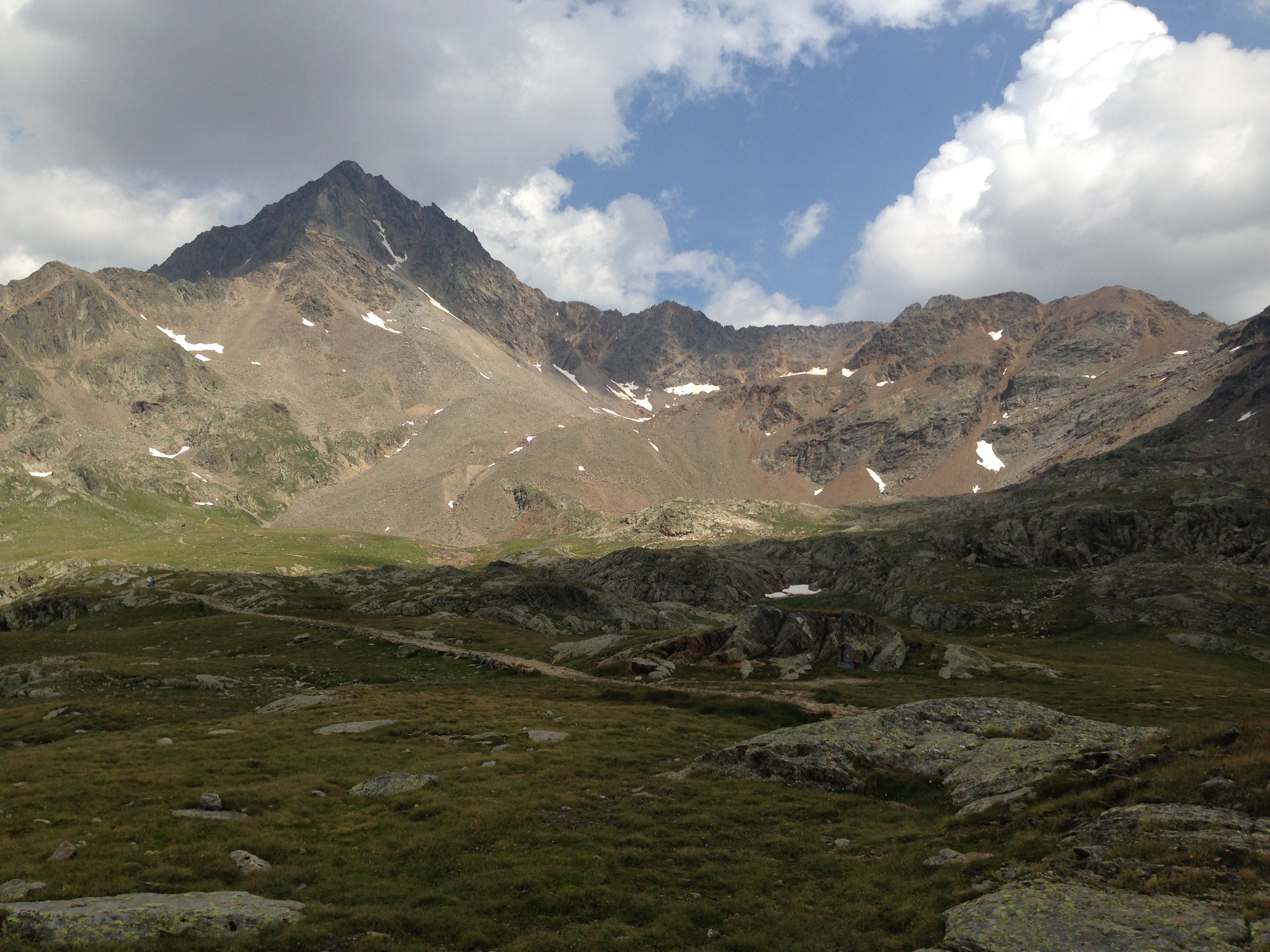
Il Corno dei Tre Signori dal passo Gavia

Esposto a NW, lo Sforzellina rappresenta un classico esempio di ghiacciaio di circo; è infatti contenuto all'interno del largo circo situato alla base del corno dei Tre Signori (3376 m s.l.m.). La quota della fronte è intorno ai 2850 m.

## Monitoraggio e ricerca scientifica
Questo piccolo ghiacciaio è da considerare un vero e proprio "laboratorio a cielo aperto", infatti da molti decenni vengono qui svolte attività di ricerca scientifica per valutare gli impatti dei cambiamenti climatici in atto.
Lo Sforzellina è uno dei ghiacciai da più lungo tempo studiati in Italia per la determinazione della variazioni di lunghezza, o variazioni frontali. 
Con questo termine si indica la variazione della distanza fra un caposaldo esterno al ghiacciaio (un masso o una roccia affiorante) e il limite del ghiacciaio stesso, misurata ogni anno a fine estate mantenendo costante la direzione o azimut del rilievo. Se la distanza tra caposaldo di misura e fronte glaciale aumenta il ghiacciaio si sta allontanando dal caposaldo di misura (ovvero sta arretrando), se la distanza diminuisce il ghiacciaio si sta avvicinando al caposaldo (ovvero sta avanzando).
Le misure venivano e vengono in parte effettuate con strumenti speditivi, specialmente per le fronti dei ghiacciai raggiungibili con difficoltà. Attualmente per le fronti facilmente raggiungibili si utilizzano anche strumenti topografici avanzati (distanziometri, teodoliti) o ricevitori satellitari (GPS), che permettono la delimitazione completa del perimetro della fronte.
La successione di queste misure fornisce oggi curve cumulate anche ultrasecolari, dalle quali è possibile ricavare l'entità totale degli arretramenti e degli avanzamenti delle fronti. I dati, che riguardano un campione variabile fra qualche decina e un centinaio di ghiacciai, sono stati pubblicati sulle riviste del Comitato Glaciologico Italiano .

### Variazioni frontali
Tra le curve più lunghe e più complete per le Alpi vi è quella del Ghiacciaio della Sforzellina. La serie di dati, pressoché continua e interrotta solo da brevi lacune, indica un intenso ritiro che assomma a circa 430 m tra il 1925 ed il 2008.
Pur nella chiara tendenza al regresso, i dati rilevati dai volontari del Comitato glaciologico italiano evidenziano un'evoluzione complessa. Il regresso persiste, infatti, praticamente ininterrotto fino all'inizio degli anni '70 del XX secolo, è poi seguito da una fase di stazionarietà e di progresso fino alla metà degli anni '80, con la successiva ripresa dell'attuale fase di ulteriore ritiro che sta diventando più intensa di quella precedente. Considerando l'ultimo trentennio di dati di variazione frontale, il Ghiacciaio della Sforzellina si è ritirato per oltre il 70% del tempo analizzato, il ritiro medio sul periodo 1971-2008 è stato di circa -2 m/anno, il ritiro medio nel periodo 1985-1995 è stato pari a -2.6 m/anno mentre il ritiro medio nel periodo 1996-2008 è stato di circa -5 m/anno.
Questi dati evidenziano la classica evoluzione in tre fasi che trova riscontro nella maggior parte dei ghiacciai lombardi, italiani e alpini. La lieve fase positiva apprezzabile dai dati di variazione frontale del ghiacciaio non rappresenta infatti un'eccezione limitata al solo apparato della Sforzellina ma è invece un fenomeno esteso ai due emisferi sebbene con dimensioni e tempi lievemente diversi. Per il Ghiacciaio dello Sforzellina come per la maggior parte dei ghiacciai lombardi la fase di recente espansione (o avanzata frontale) si è conclusa nella seconda metà degli anni '80 del XX secolo.

### Bilancio di massa
Accanto alle misure frontali che quantificano le variazioni di lunghezza annuali di un ghiacciaio, sui ghiacciai alpini vengono realizzate annualmente anche misure di bilancio di massa, che quantificano la differenza fra l'accumulo (i guadagni conseguenti a nevicate e valanghe) e l'ablazione (le perdite dovute a fusione, erosione eolica e sublimazione) da un anno idrologico al successivo. 
Sono misure logisticamente più complesse rispetto a quelle delle variazioni frontali ed esprimono le variazioni di spessore in termini di mm di acqua equivalente (water equivalent, w.e.) o di kg di acqua equivalenti persi e/o acquistati per unità di superficie .
In Lombardia queste misure sono realizzate su una decina di ghiacciai tra i quali lo Sforzellina. Il metodo applicato per quantificare il bilancio di massa glaciale prevede l'esecuzione di rilievi a fine primavera volti a determinare l'accumulo glaciale (trincee nivologiche in accordo agli standard AINEVA) e rilievi durante tutta la stagione estiva per quantificare la fusione glaciale. Questi ultimi si concretizzano in misure periodiche a punti di misura materializzati da aste (paline ablatometriche o stake) infisse sulla superficie glaciale tramite perforazioni leggere.
Le prime misure di bilancio di massa su ghiacciai lombardi sono iniziate nell'anno idrologico 1986-1987 e hanno riguardato il Ghiacciaio della Sforzellina. Sul Ghiacciaio della Sforzellina sono pertanto localizzate da oltre un ventennio circa 20 aste di misura (paline ablatometriche) per quantificare la fusione glaciale alle diverse quote (dai 2800 m della fronte ai 3150 m dei settori superiori) e con diverse condizioni superficiali (ghiaccio “pulito” e/o ghiaccio caratterizzato da copertura detritica parziale o completa). Le paline ablatometriche vengono visitate nel periodo di ablazione (giugno-ottobre) a cadenza settimanale da operatori volontari che valutano le differenze di emersione e quantificano la fusione glaciale avvenuta.
A completamento delle misure ablative sul Ghiacciaio della Sforzellina vengono svolte al termine della stagione di accumulo (fine primavera) rilievi nivologici diretti a cura di tecnici del Centro Nivo-Meteorologico di Bormio (Arpa Lombardia) per quantificare spessore e densità del manto nevoso e valutare pertanto l'entità dell'accumulo. I bilanci di massa del Ghiacciaio della Sforzellina sono risultati sempre negativi (dal 1986 al 2011) ad eccezione dell'anno idrologico 2000-2001.

### Indagini geofisiche

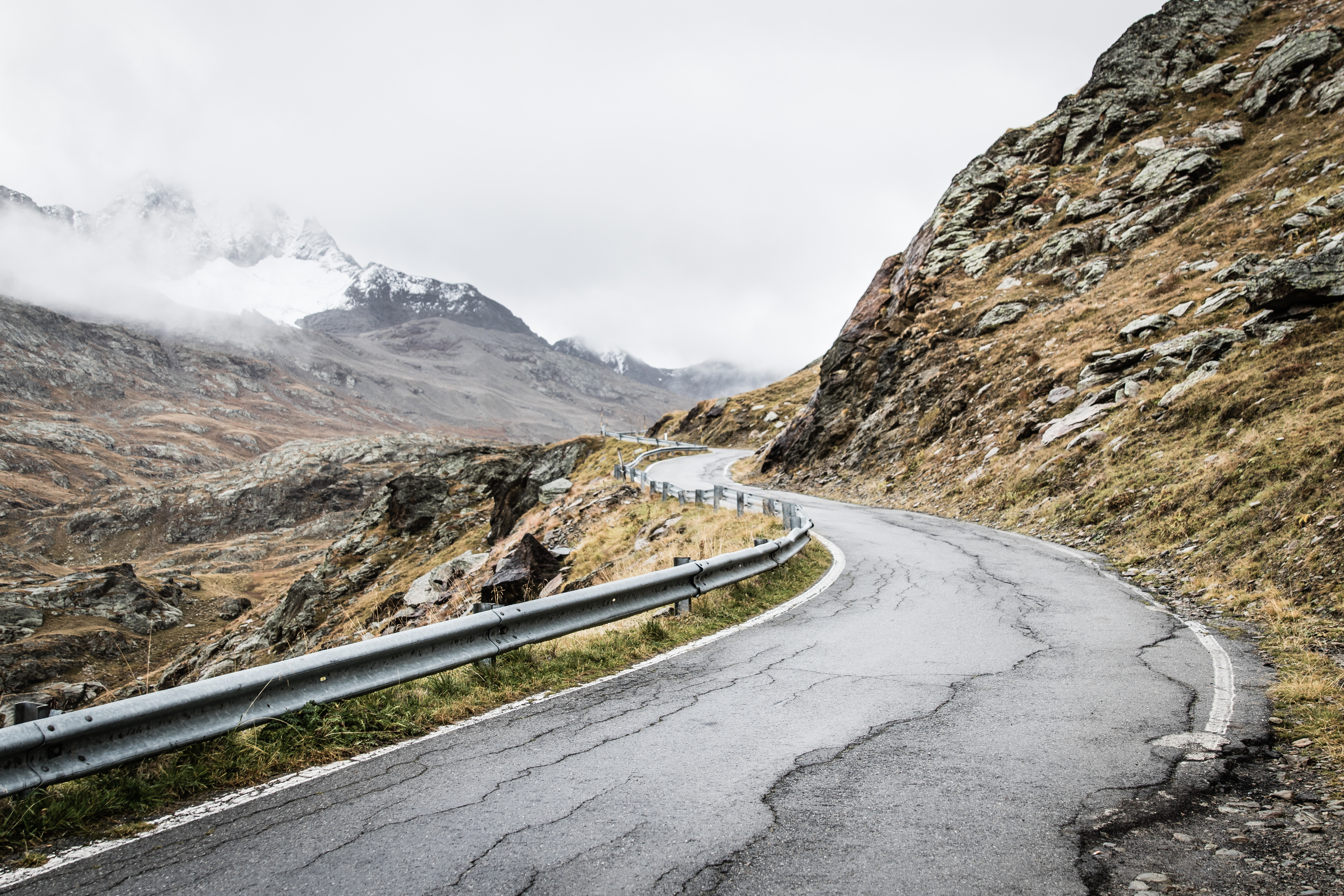
La vedretta vista dalla strada del Gavia

Il Ghiacciaio della Sforzellina inoltre non rappresenta solo un sito monitorato regolarmente per le quantificazioni delle variazioni glaciali lineari (variazioni frontali) e di massa ma negli ultimi venti anni vi sono anche stati testati e applicati metodi di indagine glaciologica diretti ed indiretti. Tra questi ultimi le indagini geofisiche per quantificare spessori e volumi glaciali.
Le indagini geofisiche sono basate sullo studio della propagazione nel ghiaccio di impulsi elastici (sismica), elettrici (geoelettrica) e elettromagnetici (radar). Analizzando i diversi tempi di arrivo degli impulsi e conoscendo le proprietà fisiche dei mezzi investigati (ghiaccio e roccia) è possibile quantificarne l'estensione in modo indiretto, ovvero senza procedere a perforazioni costose e logisticamente complesse.
Sul Ghiacciaio della Sforzellina sono stati testati ed applicati i tre principali metodi geofisici (elettrica SEV, sismica a riflessione, Ground Penetrating Radar permettendo di crossvalidare e confrontare le tre metodologie di indagine.
I rilievi geo-elettrici e sismici a riflessione hanno fornito dati di spessore massimi rispettivamente di 42 e 60 m mentre i dati radar (GPR) hanno confermato il valore di massimo spessore glaciale nel settore centrale dell'apparato pari a circa 60 m ed hanno permesso di ricostruire la topografia subglaciale con dettaglio metrico .